# جزيرة إيلو
جزيرة إيلو وهي جزيرة من جزر إندونيسيا، وتقع مقاطعة كوتاي كارتانيغارا في إقليم كالمنتان الشرقية في إندونيسيا.